# Herminie Cadolle
Herminie Cadolle, född 1845, död 1926, var en fransk entreprenör. Hon anses vara den moderna behåns uppfinnare. Cadolle var specialist på måttbeställda underkläder och startade företaget Cadolle Company 1889 i Buenos Aires. 1910 flyttade det då framgångsrika företaget till Paris. Cadolle uppfann behåns axelband och kombinerade det med elastiskt tyg, en vid tiden ganska ny uppfinning. Företagets första modell hette Bien-être vilket betyder "välmående". Företaget sydde underkläder för flera namnkunniga personer, bland annat Mata Hari.